# Билинбрук (линейный корабль)
«Билинбрук» («Булинбрук», до покупки англ. Sussex) — парусный линейный корабль Балтийского флота России.

## Описание корабля
Парусный линейный корабль 4 ранга, длина судна по верхней палубе составляла 29 метров, длина по килю по сведениям из различных источников составляла от 36,6 до 36,58 метра, ширина — 9 метров.

## История службы
Корабль «Суссекс» был куплен Ф. С. Салтыковым в 1712 году в Англии и под именем «Билинбрук» вошёл в состав Балтийского флота России. В январе 1713 года корабль был отправлен в Лиссабон, откуда вышел в Россию. По пути из Лиссабона в Россию был захвачен шведским флотом и возвращён Англии.